# 트럼펫 협주곡
트럼펫 협주곡(Trumpet Concerto)은 트럼펫 독주와 오케스트라를 위한 협주곡이다. 여러 개의 악장으로 나눌 수 있다.

## 트럼펫 협주곡의 목록
- 게오르크 필리프 텔레만
  - 트럼펫 협주곡 D장조
- 안토니오 비발디
  - 2대의 트럼펫을 위한 협주곡 D장조
- 레오폴트 모차르트
  - 트럼펫 협주곡 D장조
- 요제프 하이든
  - 트럼펫 협주곡 Eb장조
- 볼프강 아마데우스 모차르트
  - 트럼펫 협주곡 (유실)
- 요한 네포무크 훔멜
  - 트럼펫 협주곡 E장조
- 오스카 뵘
  - 트럼펫 협주곡 E단조
- 알렉산더 루빈스타인
  - 트럼펫 협주곡 Ab장조